# Фальцювання
Фальцювання, фальцовка (нім. falzen — «згинати») — технологічний процес згинання, складання в певному порядку, послідовності друкованого паперового аркуша. Робиться на спеціальних машинах на матеріалі щільністю до 200 г/м².

## Варіанти фальцювання
За числом згинів фальцювання буває одно-, дво-, три- та чотиризгинним (відповідно утворюються зошити в 4, 8, 16 чи 32 сторінки).
За взаємним розташуванням послідовних згинів — паралельне (кожен наступний згин паралельний попередньому), перпендикулярне (кожен наступний згин перпендикулярний попередньому) та комбінованою (частково паралельні згини, частково перпендикулярні).
Двозгинне перпендикулярне фальцювання використовується при друку на папері завтовшки понад 120 мкм.
При друці на листових машинах зазвичай використовують тризгинне перпендикулярне фальцювання. Його використовують при друку на папері завтовшки 90—120 мкм. Таке фальцювання виходить якісним, якщо лінія останнього згину збігається з машинним напрямом волокон паперу.
Чотиризгинне фальцювання більш економне, оскільки вполовину зменшує обсяг фальцювання, комплектування та шиття і виключає розрізання листів при 1/16, але при цьому можливі зморшки на внутрішніх листах зошитів та нещільне прилягання корінцевих згинів, чому, однак, можна запобігти просіканням (перфорацією) згину в головці. Його використовують для паперу завтовшки до 90 мкм.
В залежності від кількості паралельних згинів та відстані між ними можна отримати різну форму поліграфічної продукції:
- книжка — аркуш поділений рівно навпіл;
- віконце — 2 або 3 паралельні смуги різної ширини;
- гармошка — декілька смуг однакової ширини;  кілька паралельних згинів створюють смуги однакової ширини;
- євро — три однакові смуги; два паралельні згини ділять аркуш на 3 рівні смуги;
- драбинка — аркуш містить смужки різної ширини, що розширюються (звужуються) послідовно;
- равлик — аркуш загорнутий всередину за допомогою послідовних паралельних згинів.[1]